# Jure Ritlop
Jure Ritlop (Maribor, 9 giugno 1995) è un ex cestista sloveno.

## Palmarès
- Campionato sloveno: 1

Krka Novo mesto: 2013-14
- Coppa di Slovenia: 3

Krka Novo mesto: 2014, 2015, 2016
- Supercoppa slovena: 1

Krka Novo mesto: 2016